# W. H. Bramble Airport

i7
i11
i13
Der W. H. Bramble Airport (bis 1995 Blackburne Airport) war bis 1997 der internationale Verkehrsflughafen der Karibikinsel Montserrat, ehe er bei einem Vulkanausbruch zerstört wurde.

## Geschichte

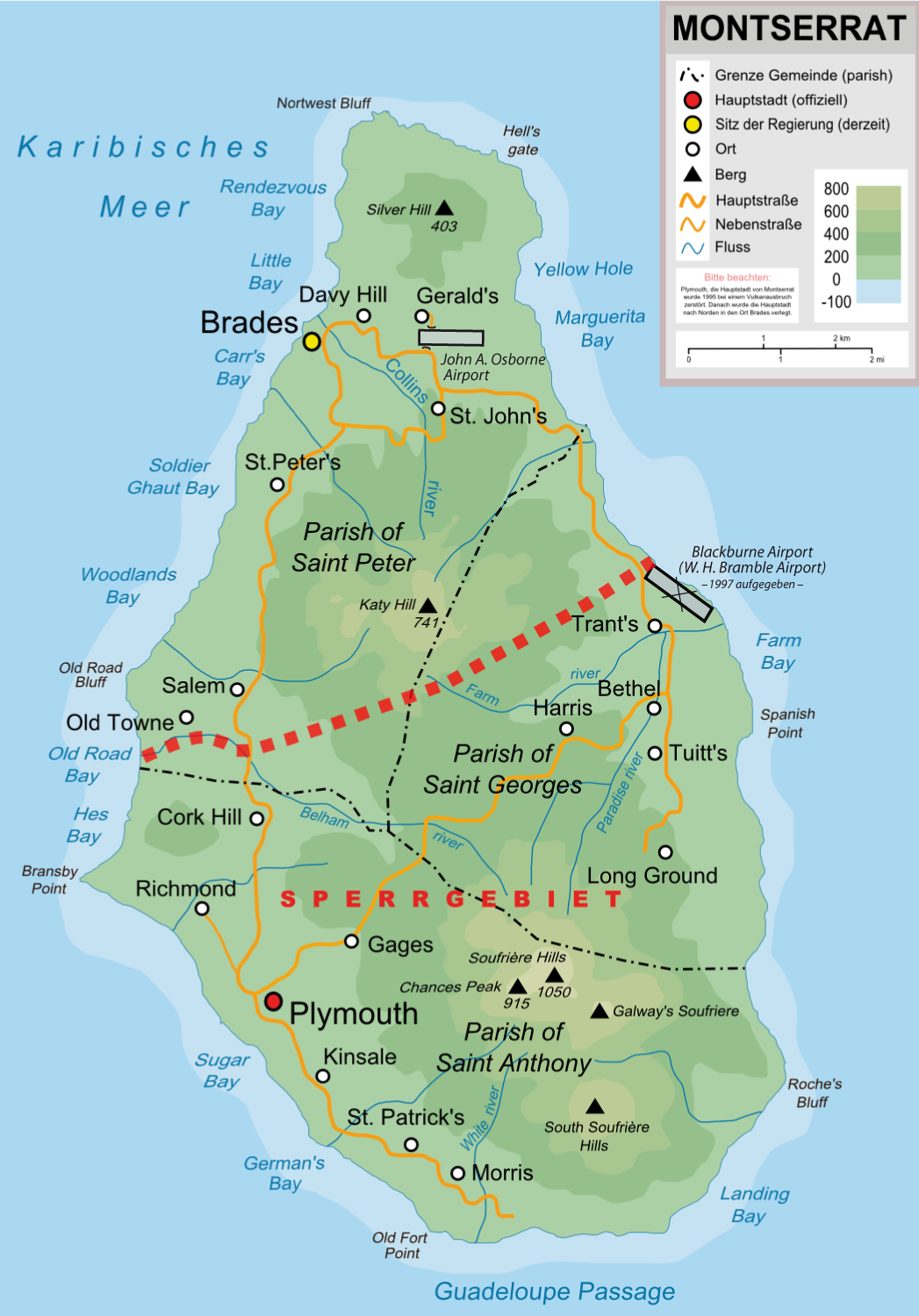
Karte von Montserrat mit Angabe des Sperrgebiets, in dem sich der Flughafen befand (Balken: rote Linie rechts oben)

Der im Jahr 1956 eröffnete Flughafen befand sich auf der Ostseite Montserrats zwischen Trant Bay und Farm Bay und lag unmittelbar an der Küste; er war etwa 8,5 Kilometer von der Hauptstadt Plymouth entfernt. Im August 1995 wurde er nach dem ersten Chief Minister Montserrats, William Henry Bramble, benannt.
Im Juli 1995 begann eine langanhaltende Ausbruchsserie des Schichtvulkans Soufrière Hills, die zu Evakuierungen im Süden der Insel führte und mehrmals eine kurzzeitige Sperrung des Flughafens erzwang. Am 25. Juni 1997 verwüsteten pyroklastische Ströme mehrere Siedlungen auf der Nordseite des Vulkans, wobei 19 Menschen zu Tode kamen, und erreichten auch Gebiete in unmittelbarer Nähe des Flughafens, was dessen endgültige Schließung erforderlich machte. Bis September 1997 wurden alle Siedlungen auf der südlichen Inselhälfte sowie der Flughafen zerstört und mit einer dicken Ascheschicht bedeckt. Der vorerst letzte größere Ausbruch des Vulkans erfolgte am 11. Februar 2010, wobei der Lavadom zusammenbrach und sich eine Aschewolke über die gesamte Insel ausbreitete.

## Flugverbindungen und Fluggesellschaften
Der Flughafen wurde bis zu seiner Schließung von LIAT, Winair, Carib Aviation und der regionalen Fluggesellschaft Montserrat Airways angeflogen. Gelegentlich wurde er auch von Flügen der American Eagle Airlines bedient.
Nach der Sperrung des W. H. Bramble Airport besaß Montserrat bis 2005 keinen Flughafen und konnte nur per Schiff oder Helikopter erreicht werden. Am 11. Juli 2005 wurde der neue Flughafen auf der Nordhälfte der Insel zwischen den Orten St. John’s und Gerald’s, der John A. Osborne Airport, offiziell eröffnet. Der IATA-Code MNI wurde auf den neuen Flughafen übertragen.